# Macdonald (Manitoba)
Pour les articles homonymes, voir Macdonald.
Macdonald est une municipalité rurale du Manitoba situé au sud-ouest de Winnipeg. Elle a une superficie de 1 156,62 km2 et une population de 5 653 personnes en 2006.

## Démographie
| 2001  | 2006  | 2011  | 2016  |
| ----- | ----- | ----- | ----- |
| 5 320 | 5 653 | 6 280 | 7 162 |